# Trevoa
Trevoa es un género de arbustos,  plantas actinorícicas, de la familia Rhamnaceae con cuatro especies. Es originario de Sudamérica.

## Taxonomía
Trevoa fue descrito por Miers ex Hook. y publicado en Botanical Miscellany 1: 158, en el año 1829. La especie tipo es: Trevoa trinervia Gillies & Hook. 

## Especies
- Trevoa berteroana Miers
- Trevoa berteroniana Steud.
- Trevoa campanulata Reiche
- Trevoa closiana Miers - abrojo de Chile[3]
- Trevoa glauca Reiche
- Trevoa quinquenervia Gillies & Hook.
- Trevoa spinifera (Clos) Escal.
- Trevoa tenuis Miers